# Erycibe grandifolia
Erycibe grandifolia är en vindeväxtart som beskrevs av Merrill och Hoogl. Erycibe grandifolia ingår i släktet Erycibe och familjen vindeväxter. Inga underarter finns listade i Catalogue of Life.